# مابل فورست
مابل فورست (بالإنجليزية: Mabel Forrest)‏ (6 مارس 1872 في أستراليا - 18 مارس 1935، بريزبان في أستراليا)؛ كاتِبة، شاعرة وروائية أسترالية.